# تلسکوپ بسیار بزرگ
تلسکوپ بسیار بزرگ (به انگلیسی: Very Large Telescope) یا تلسکوپ‌های وی ال تی (اختصاری VLT) چهار تا از بزرگ‌ترین تلسکوپ‌های نوری جهان هستند که در رصدخانه پارانال در شیلی به صورت آرایه‌ای قرار گرفته‌اند.
این چهار تلسکوپ مشابه در سال‌های ۱۹۹۸ – ۲۰۰۱ آغاز به کار کردند، و هر یک از آیینه‌های مقعری با قطر ۸ متر و ۲۰ سانتیمتر تشکیل شده‌اند.
مالکیت این تلسکوپ‌ها با سازمان رصدخانه جنوبی اروپا (ESO) است.

## نگارخانه

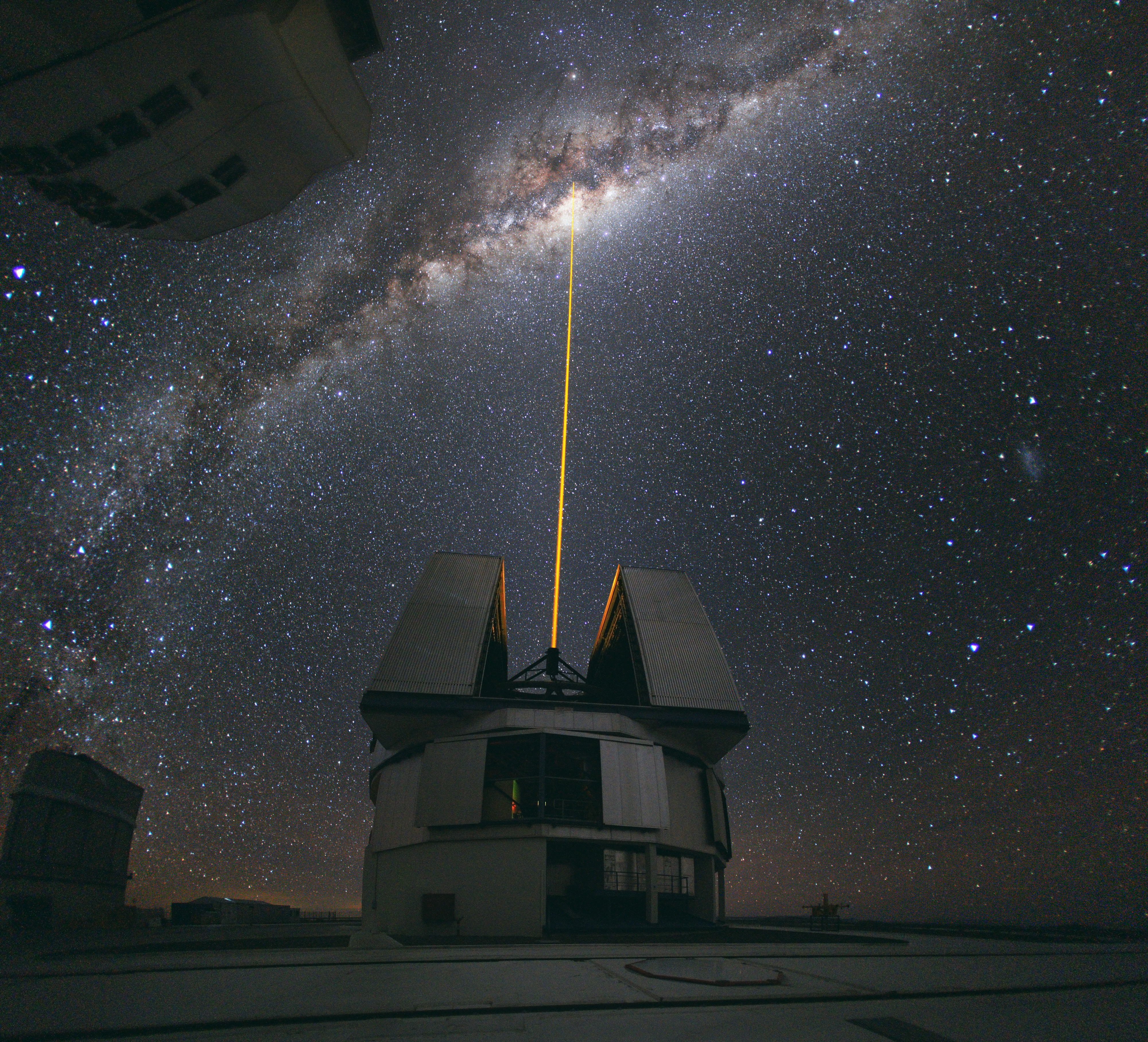
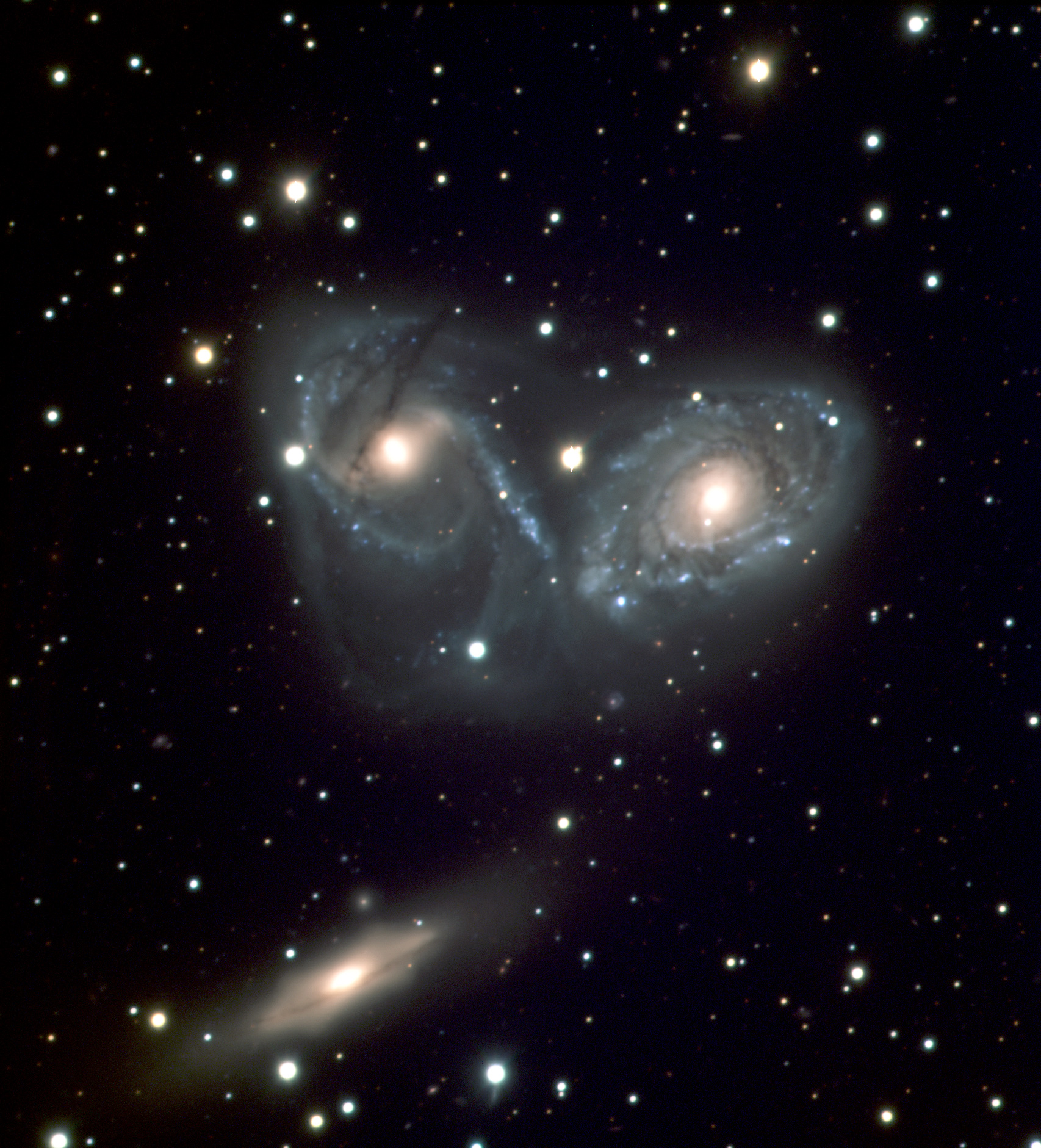
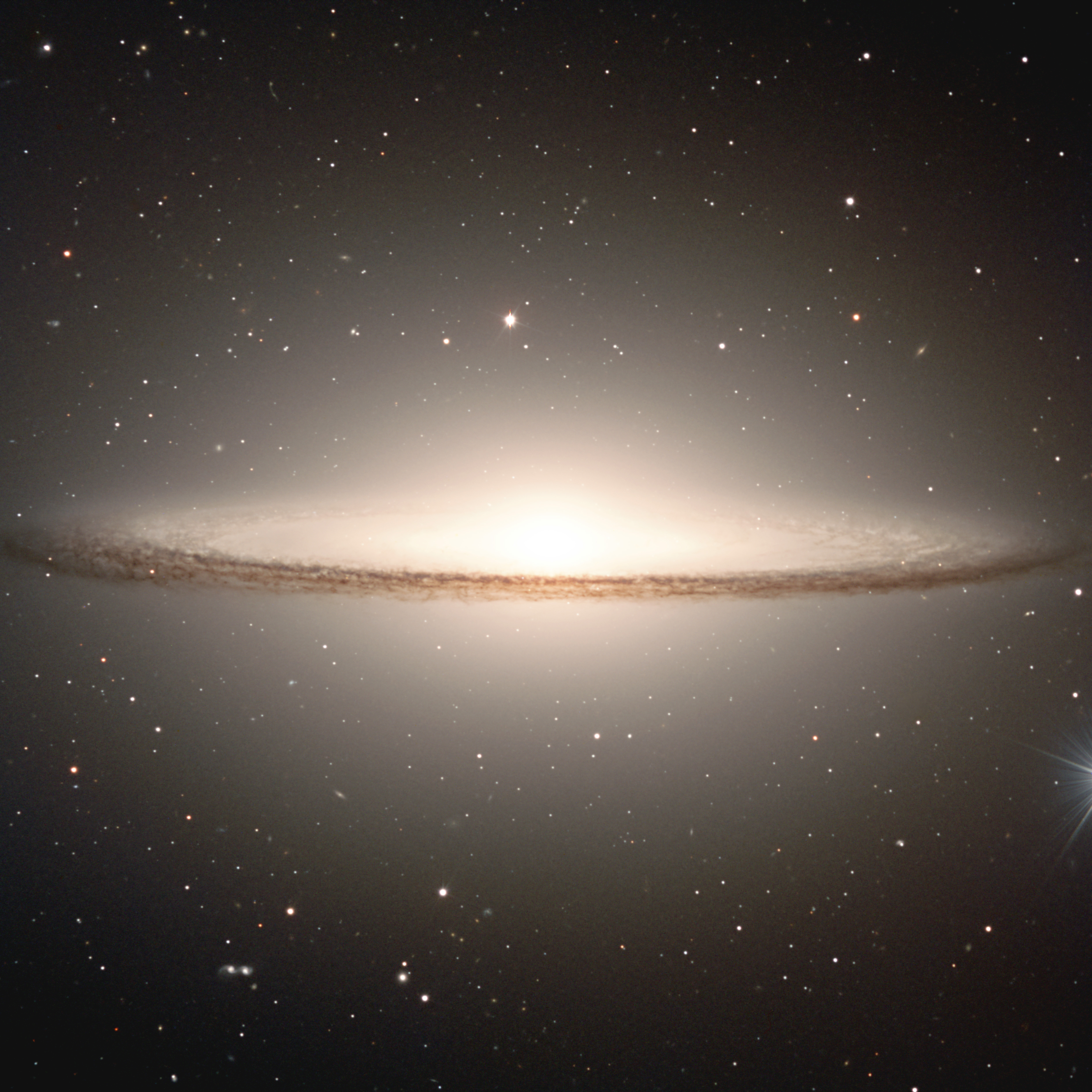
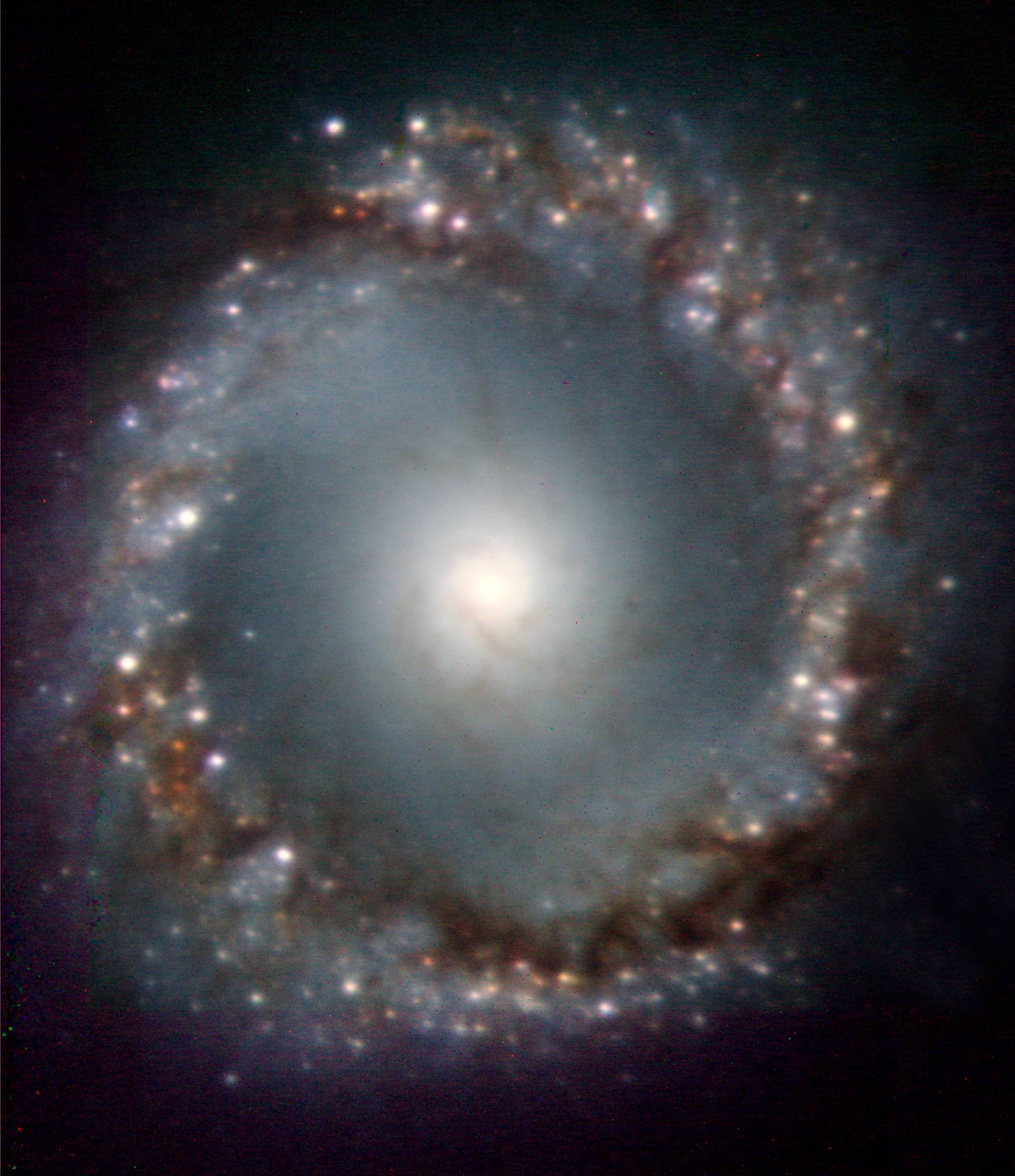
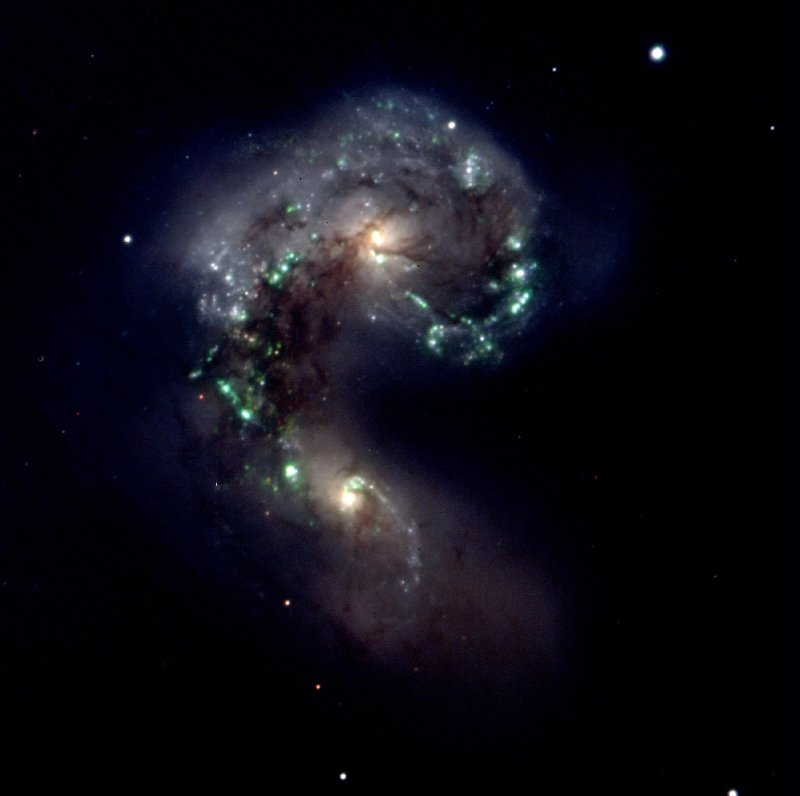
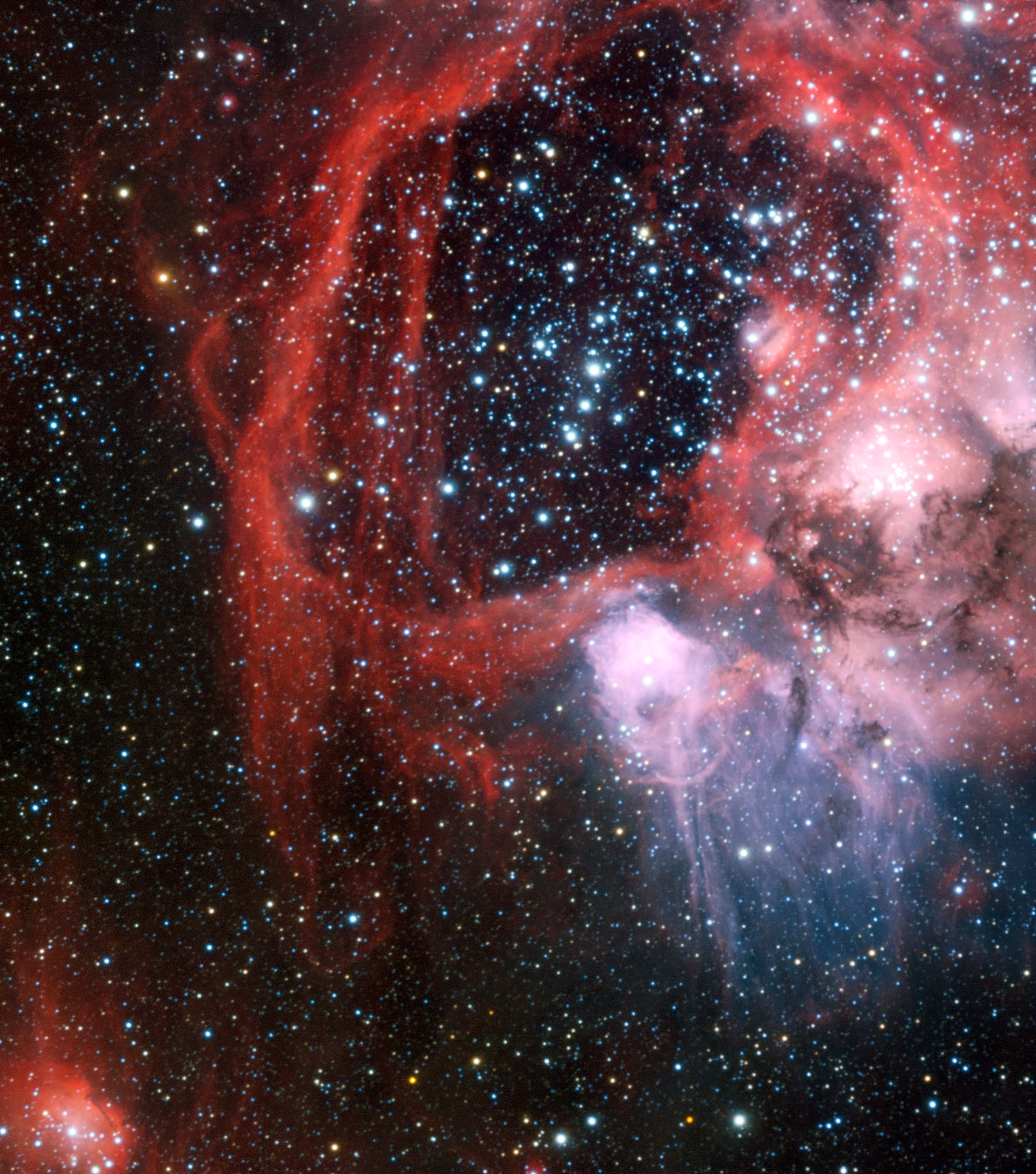
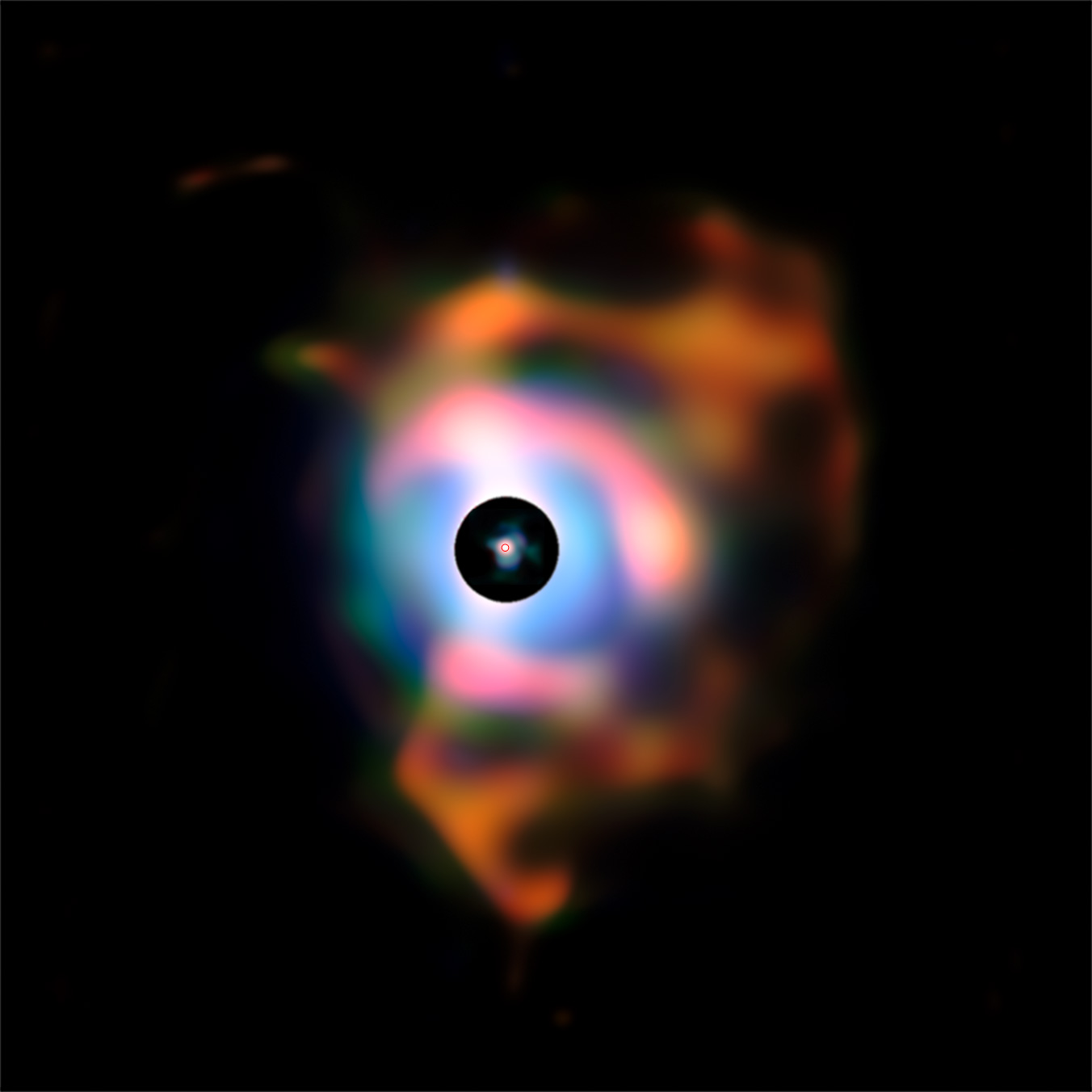
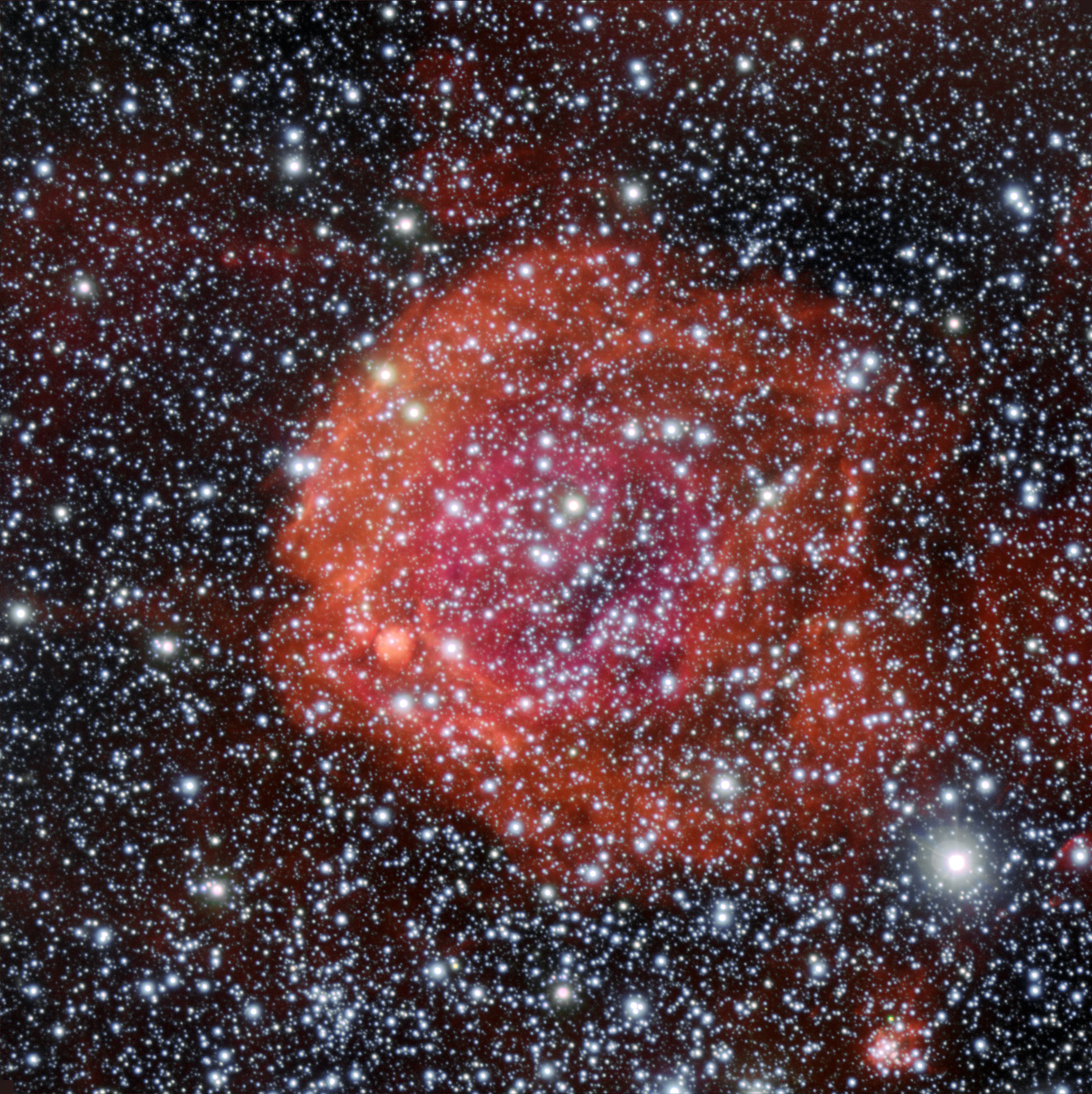
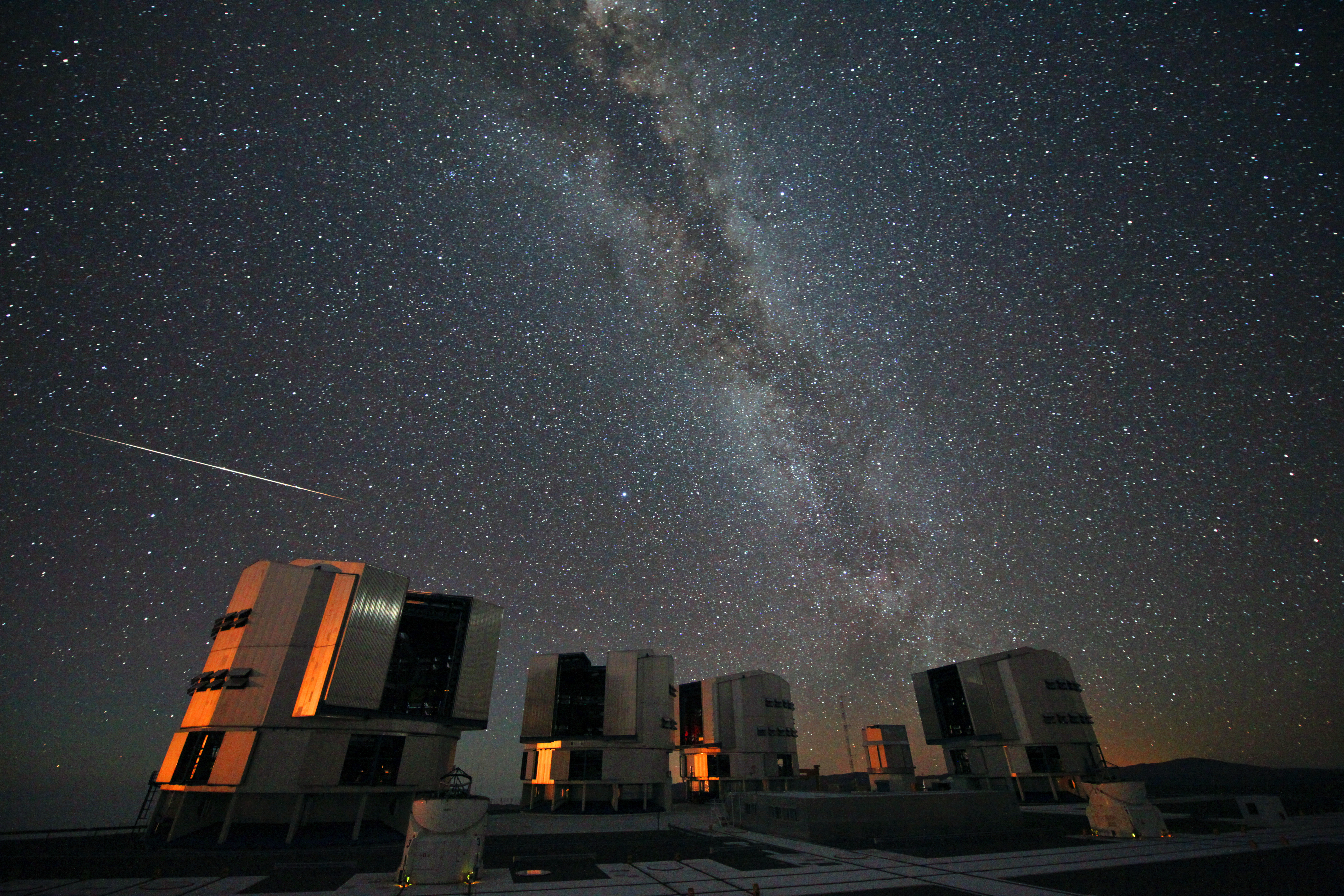